# René Malaise
Pour les articles homonymes, voir malaise.
 (janvier 2020).
Si vous disposez d'ouvrages ou d'articles de référence ou si vous connaissez des sites web de qualité traitant du thème abordé ici, merci de compléter l'article en donnant les références utiles à sa vérifiabilité et en les liant à la section « Notes et références ».
René Edmond Malaise est un entomologiste, un explorateur et collectionneur d’objets d’art suédois, né le 29 septembre 1892 et mort le 1er juillet 1978. Son nom reste associé au piège Malaise et à sa collection de milliers d’insectes.

## Biographie
René Edmond Malaise est né d'un père français, Edmond Malaise, cuisinier, et d'une mère suèdoise, Augusta Söderqvist. Tout à la fin du XIXe siècle, la famille est composée de quatre enfants, René étant l'ainé, et vit dans un appartement de Stockholm. C'est à cette époque qu'il commence à se passionner pour les Symphyta, des hyménoptères dont les femelles pondent dans les végétaux grâce à de long ovipositeurs. Après son service militaire, il obtient son Baccalauréat en 1918.
Il explore la péninsule du Kamtchatka de 1920 à 1922 aux côtés notamment de Sten Bergman (1895-1975) et d’Eric Hultén (1894-1981). Il quitte ses compagnons et gagne Kamakura au Japon en août 1923. Il est témoin du grand tremblement de terre du 31 août 1923.
Après être retourné à Stockholm, il se fiance avec la journaliste, écrivain et exploratrice, Ester Blenda Nordström (1891–1948). Ils partent tous les deux au Kamchatka en 1924 et se marient le 31 août 1925 (ils divorceront quatre ans plus tard).
Il se remarie en 1933 avec Ebba Söderhell, une enseignante de biologie et de religion de Stockholm. Elle l’accompagne durant un voyage dans le nord de la Birmanie de 1933 à 1935. C’est durant ce voyage, à Rangoon, qu’il met au point cinq pièges employant la technique du piège Malaise, un piège passif de son invention qui capte les insectes volants en les canalisant dans un entonnoir. Ce piège lui permettra de récolter 100 000 spécimens, la plupart encore d’espèces inconnues. Il perfectionne le piège Malaise en 1934, devenant un standard dans la collecte d’insectes dans les régions tropicales.
En 1938, il obtient sa licence à l'Université d'Uppsala et défend sa thèse à l'Institut zoologique de l'Université de Lund en 1945.
De 1953 à 1958, il dirige le département d’entomologie du Muséum suédois d'histoire naturelle. Sa seule incursion dans le domaine de la géologie est la publication de son livre, Atlantis, en geologisk verklighet (Atlantis, une réalité géologique), dans lequel il défend la théorie de Nils Odhner (1884-1973) suivant laquelle la théorie sur la tectonique des plaques d’Alfred Wegener (1880-1930) est fausse. La migration des espèces pouvant être expliquée par la présence d’un continent disparu au milieu de l’Atlantique. Son livre ne reçoit pas un accueil très favorable, si bien que le malaise est palpable.
En parallèle de ses recherches en entomologie, René Malaise s’intéresse à l’histoire naturelle et à l’art. Durant ses dernières années, il consacre son énergie à la constitution d’une collection d’œuvres d’art dont quelques Rembrandt.

## Ouvrages
- (de) René Malaise, Entomologische Ergebnisse der schwedischen Kamtchatka-Expedition 1920-1922 35, Tenthredinidae, Stockholm, Almqvist & Wiksell, 1931
- (de) René Malaise, Schwedisch-chinesische wissenschaftliche Expedition nach den nordwestlichen Provinzen Chinas unter Leitung von Dr. Sven Hedin und Prof. Sü Ping-Chang 23, Hymenoptera [part] 1, Tenthredinoidea : Insekten gesammelt vom schwedischen Arzt der Expedition Dr. David Hummel 1927-1930, Stockholm, Almqvist & Wiksells boktryckeri, 1933